# 镇子梁乡
镇子梁乡，是中华人民共和国山西省朔州市应县下辖的一个乡镇级行政单位。

## 行政区划
镇子梁乡下辖以下地区：
镇子梁村、南马庄村、北马庄村、东辉耀村、西辉耀村、魏庄村、郭家寨村、东张寨村、城下庄村、泉子头村、吕花疃村、赵家湾村和小东滩村。